# Salmeterol
Salmeterol behoort tot de groep geneesmiddelen die luchtwegverwijders worden genoemd.

## Indicaties
Artsen schrijven het voor bij astma en chronisch obstructieve longziekten, COPD.

## Werking
Salmeterol voorkomt aanvallen van benauwdheid. De werking start binnen de drie minuten, en houdt ongeveer twaalf uur aan.
De meeste luchtwegverwijders werken kortdurend, ongeveer vier uur. Ze zijn bedoeld om een benauwdheidsaanval te stoppen. Omdat salmeterol twaalf uur werkt, wordt het een "langwerkende luchtwegverwijder" genoemd en wordt het gebruikt om benauwdheidsaanvallen te voorkomen.

## Nevenwerkingen
- Trillende handen, hartkloppingen en een gejaagd gevoel
- Veranderde smaak van voedsel en drinken, maar zeer zelden

## Wisselwerkingen
Voornamelijk met β-blokkers, deze kunnen het effect van salmeterol tegengaan. Ze worden gegeven bij
- Hart- en vaatziekten: acebutolol (Sectral), carvedilol (Eucardic), labetalol (Trandate), oxprenolol (Trasicor), pindolol (Viskeen) en propranolol (Inderal).
- Glaucoom: befunolol (Glauconex), carteolol (Teoptic), levobunolol (Betagan Liquifilm), metipranolol (Beta Ophtiole) en timolol (Timoptol).